# ألكسندر ستوب
ألكسندر ستوب (Alexander Stubb؛ هلسنكي، 1 أبريل 1968) سياسي فنلندي و‌رئيس وزراء فنلندا السابق ورئيس حزب الائتلاف الوطني الفنلندي السابق ووزير الخارجية أولاً بحكومة فانهانن الثانية اعتباراً من 4 أبريل 2008 ثم بحكومة كيفينييمي الحالية والتي تلتها. في الفترة من 2004 إلى 2008 كان عضوا في البرلمان الأوروبي عن حزب الشعب الأوروبي، متحصل على درجة الدكتوراه في الفلسفة. تم انتخابه كرئيس للوزراء وررئيس لحزب الائتلاف الوطني في يونيو 2014، وفي 12 فبراير2024 فاز بالانتخابات الرئاسية و أصبح رئيساً لـفلندا.

## روابط خارجية
- ألكسندر ستوب على موقع IMDb (الإنجليزية)
- ألكسندر ستوب على موقع مونزينجر (الألمانية)